# 沙咀 (荃灣)
沙咀（英語：Sha Tsui）是香港一個曾經存在過的海角，位於新界荃灣北部，其位置約在今天沙咀道以北、沙咀道遊樂場以東、青山公路以南，大屋圍、鱟地坊、海壩村舊址就是位於沙咀之岸邊。1950年代，香港政府發展荃灣新市鎮，沙咀在填海工程後，已經消失，而海岸線亦移出至楊屋道。今天位於荃灣的沙咀道，就是以這個海角命名。